# Genés Höhlensalamander
Genés Höhlensalamander (Speleomantes genei, Syn.: Atylodes genei) ist ein südeuropäischer Schwanzlurch aus der Familie der Lungenlosen Salamander (Plethodontidae).

## Merkmale
Adulte Tiere werden maximal 14 cm lang. Der Schwanz der Salamander ist relativ kurz, der Kopf ist breit und setzt sich deutlich vom Hals ab. Die Augen stehen hervor, die Schnauze ist stumpf. Finger und Zehen sind kurz, abgerundet und bis zur Hälfte ihrer Länge mit Spannhäuten verbunden.
Die Rückenfärbung ist sehr variabel und kann gelblich, olivfarben oder dunkelbraun sein und mit hellen oder dunklen Fleckenzeichnung versehen sein. Der Bauch ist gelblich oder blassrosa und kann dunkel bestäubt sein.

## Verbreitung
Diese Art lebt im Südosten Sardiniens.

## Lebensweise
Genés Höhlensalamander kommt im Bergland bis in Höhen von etwa 1000 Metern vor und lebt in Höhlen und im Freiland an schattigen, feuchten Stellen unter Steinen, Baumstümpfen, morschen Holzstapeln und in Felsspalten. Sie sind reine Landbewohner, die nur schlecht schwimmen aber gut klettern können. Da sie lungenlos sind erfolgt die Atmung ausschließlich über die Mundschleimhaut und die Körperoberfläche. Genés Höhlensalamander ernähren sich von kleinen Insekten, Asseln und Spinnen, die mit ihrer klebrigen, vorschnellbaren Schleuderzunge erbeutet werden.

## Fortpflanzung
Wie bei anderen Höhlensalamandern erfolgt die Paarung an Land. Das Männchen steigt dabei auf das Weibchen und umklammert es mit seinen Vorderbeinen. Beide Partner schlängeln dabei mit dem Schwanz. Darauf löst das Männchen seine Umarmung, beginnt den „Paarungsmarsch“, das Männchen voran und das Weibchen hinterher, bei dem das Männchen eine Spermatophore auf dem Untergrund absetzt. Dieses Samenpaket wird anschließend vom Weibchen mit seiner Kloake aufgenommen. Das Weibchen legt später, überwiegend im Frühjahr, einige wenige Eier in Erdhöhlen und bewacht diese dort. Aus den Eiern schlüpfen nach etwa 12 Monaten die Jungtiere.

## Gefährdung und Schutz
Genés Höhlensalamander wird von der IUCN als „Near Threatened“ (entspricht etwa der deutschen Kategorie „Vorwarnliste“) eingestuft. Hinweise das die Gesamtpopulation sinkt gibt es nicht. Örtlich begrenzt kann es zu Habitatverlust kommen und manchmal werden Exemplare illegal eingesammelt.
Genés Höhlensalamander wird von der Europäischen Union in den Anhängen II und IV der FFH-Richtlinie geführt und gilt damit als streng zu schützende Art von gemeinschaftlichem Interesse, für deren Erhaltung von den Mitgliedsstaaten besondere Schutzgebiete ausgewiesen werden müssen.